# 베이브 허먼
플로이드 케이브스 허먼(영어: Floyd Caves Herman, 1903년 6월 26일~1987년 11월 27일)은 베이브 허먼(영어: Babe Herman)으로도 불리는 미국의 프로 야구 선수, 스카우트이다. 1926년부터 1945년까지 메이저 리그 베이스볼(MLB)에서 우익수로 뛰었으며, 선수 시절 주로 브루클린 로빈스/다저스에서 뛰었다. 브루클린 로빈스 시절 가장 성공적인 선수 경력을 보냈으며, 이외에도 신시내티 레즈, 시카고 컵스, 피츠버그 파이리츠, 디트로이트 타이거스 등지에서 선수 생활을 했다.
1920년대 후반과 1930년대 초반 리그 최고의 중장거리 타자 중 한 명으로, 통산 타율은 .324이며 여전히 의미 있는 다수의 로스앤젤레스 다저스 프랜차이즈 기록을 보유하고 있다. 통산 장타율 .532는 1945년 은퇴 당시 5,000타수 이상 기록한 내셔널 리그(NL) 타자 중 역대 4위였다. 1930년 시즌 기록한 타율 .393, 장타율 .678, 241안타, 416루타수는 오늘날에도 다저스 프랜차이즈 기록으로 남아 있으며, 이해 기록한 143득점 역시 1900년 이후 다저스 선수 최다 득점 기록이다. 같은 해 기록한 35홈런과 130타점 역시 당시 팀 기록이었으나 이후 경신되었다. 사이클링 히트 또한 커리어 통산 세 차례 기록했다.
허먼은 타격 능력과 더불어 종종 엉뚱한 주루와 수비 실수로 인해 야구팬의 분노와 사랑을 함께 받은 다채로운 캐릭터로 평소 말장난을 좋아했다. 선수로서 은퇴한 후에는 피츠버그 파이리츠, 필라델피아 필리스, 뉴욕 메츠, 양키스, 샌프란시스코 자이언츠 구단 등에서 스카우트로 일했다.